# Cuphea michoacana
Cuphea michoacana är en fackelblomsväxtart som beskrevs av Robert Crichton Foster. Cuphea michoacana ingår i släktet blossblommor, och familjen fackelblomsväxter. Inga underarter finns listade i Catalogue of Life.